# Castell de Clariana (Argençola)
El Castell de Clariana va ser un castell situat al municipi d'Argençola, a l'actual comarca de l'Anoia, a Catalunya. Actualment es troba en un estat ruïnós, però encara se'n pot veure part dels murs i d'una torre de planta circular. Aquestes restes són posteriors, no obstant, ja que han estat datades al voltant de la segona meitat del segle xi. També es té constància d'una tomba excavada a la roca que ha estat saquejada.

## Història
La primera notícia històrica que tenim del castell data de l'any 989, quan Eldemar el va testar al seu germà Sesmon d'Oló (pare del levita Guillem de Mediona). La condició de levita indica, pel que sembla, una dependència envers l'església, i es considera que aquesta dependència en concret seria en relació amb l'església de Vic. També consta que el monestir de Sant Cugat del Vallès va posseir drets sobre Clariana.
El 114, l'abat de Sant Cugat i Guillem Pere van acordar reedificar el castell de Clariana, fet que fa pensar als experts que els almoràvits van destruir la fortalesa anterior. És llavors que es va configurar el llinatge de Clariana. Els Clariana eren els castlans de l'indret, essent-ne senyor l'abat de Sant Cugat; aquest fet el determinà el rei Jaume I, el 1234, en confirmar per al monestir el " castrum de Clariana". Durant el segle següent, la propietat del castell recauria en particulars (Berenguer de la Ciera, Dalmau de Queralt, J."Moxona").

## Descripció
A partir de les restes que s'han conservat, sembla que no va ser un castell massa gran. Tot i així, es considera que la torre, de planta circular, podria ser força destacada. Hi ha documentació que indica que al voltant del 1114 es va reedificar ("reedificacione") i restaurar ("restauracionem") el castell ("castelli") de Clariana, motiu pel qual els arqueòlegs i historiadors daten aquesta torre al segle xii.
L'aparell de pedra, de grandària escassa, esdevé harmònic en conjunt. Actualment queden alguns murs i una torre rodona molt malmesa, de planta circular, amb un diàmetre de base de 5,16 metres i un d'intern d'1,78 metres. Constava de tres pisos separats per voltes de pedra.
Dins l'estructura del castell queda una arcada adossada a un mur de la capella de santa Maria.